# Østrup, Nordfyns kommun
Østrup är en tätort i Nordfyns kommun i Region Syddanmark i Danmark. Tätorten har 261 invånare (2024). Den ligger på Fyn, cirka 22 kilometer sydost om Bogense.